# Matthias Klagge
Matthias Klagge (* 14. Dezember 1970 in Eutin) ist ein deutscher Rechtsanwalt und Fernsehdarsteller.

## Leben
Nach seinem Abitur absolvierte Matthias Klagge ein Studium der Rechtswissenschaften in Kiel, Freiburg im Breisgau, Hamburg und Pisa und schloss sein Zweites Juristisches Staatsexamen im Jahr 2000 ab.
Seit 2008 arbeitet er als zugelassener Rechtsanwalt in einer Düsseldorfer Wirtschaftskanzlei, wo er auf Arbeits- und Strafrecht spezialisiert ist. Darüber hinaus ist er Lehrbeauftragter an der Düsseldorfer Akademie für Marketing-Kommunikation und an der Fachhochschule für öffentliche Verwaltung in Köln.
Von 2002 bis 2007 verkörperte Matthias Klagge den Rechtsanwalt in der pseudo-dokumentarischen Gerichtsshow Das Familiengericht. Außerdem war er einer der festen Anwälte in der Gerichtsshow Das Jugendgericht auf RTL.
Von November 2011 bis 2013 war Matthias Klagge bei VOX als Experte in der Rechtsstreit-pseudo-dokumentarischen TV-Sendung Verklag mich doch! zu sehen. Seit Ende 2017 ist Klagge bei der RTL Pseudo-Doku Verdachtsfälle Spezial: Der Blaulicht Report, als Rechtsberater zu sehen.
2022 hatte Klagge einen Auftritt in der 49. Folge (Staffel 1), in der RTL-Gerichtsshow Barbara Salesch – Das Strafgericht. In 4 Episoden der Staffel 2 trat Matthias Klagge als Strafverteidiger auf um dann ab September gelegentlich in der Neuauflage von Verklag mich doch! als Rechtsexperte aufzutreten.